# Валь-де-Пре
Валь-де-Пре (фр. Val-des-Prés, окс. Vau dels Prats) — коммуна во Франции, находится в регионе Прованс — Альпы — Лазурный Берег. Департамент коммуны — Верхние Альпы. Входит в состав кантона Северный Бриансон. Округ коммуны — Бриансон.
Код INSEE коммуны — 05174.
Коммуна Валь-де-Пре была образована в 1791 году выделением из коммуны Монженевр.

## Население
Население коммуны на 2008 год составляло 502 человека.
| 1962 | 1968 | 1975 | 1982 | 1990 | 1999 | 2008 |
| ---- | ---- | ---- | ---- | ---- | ---- | ---- |
| 195  | 217  | 276  | 390  | 479  | 450  | 502  |

## Экономика
В 2007 году среди 325 человек в трудоспособном возрасте (15—64 лет) 265 были экономически активными, 60 — неактивными (показатель активности — 81,5 %, в 1999 году было 75,7 %). Из 265 активных работали 249 человек (138 мужчин и 111 женщин), безработных было 16 (8 мужчин и 8 женщин). Среди 60 неактивных 15 человек были учениками или студентами, 22 — пенсионерами, 23 были неактивными по другим причинам.

## Достопримечательности
- Церковь Благовещения
- Церковь Св. Клавдия (Сен-Клод)

## Фотогалерея

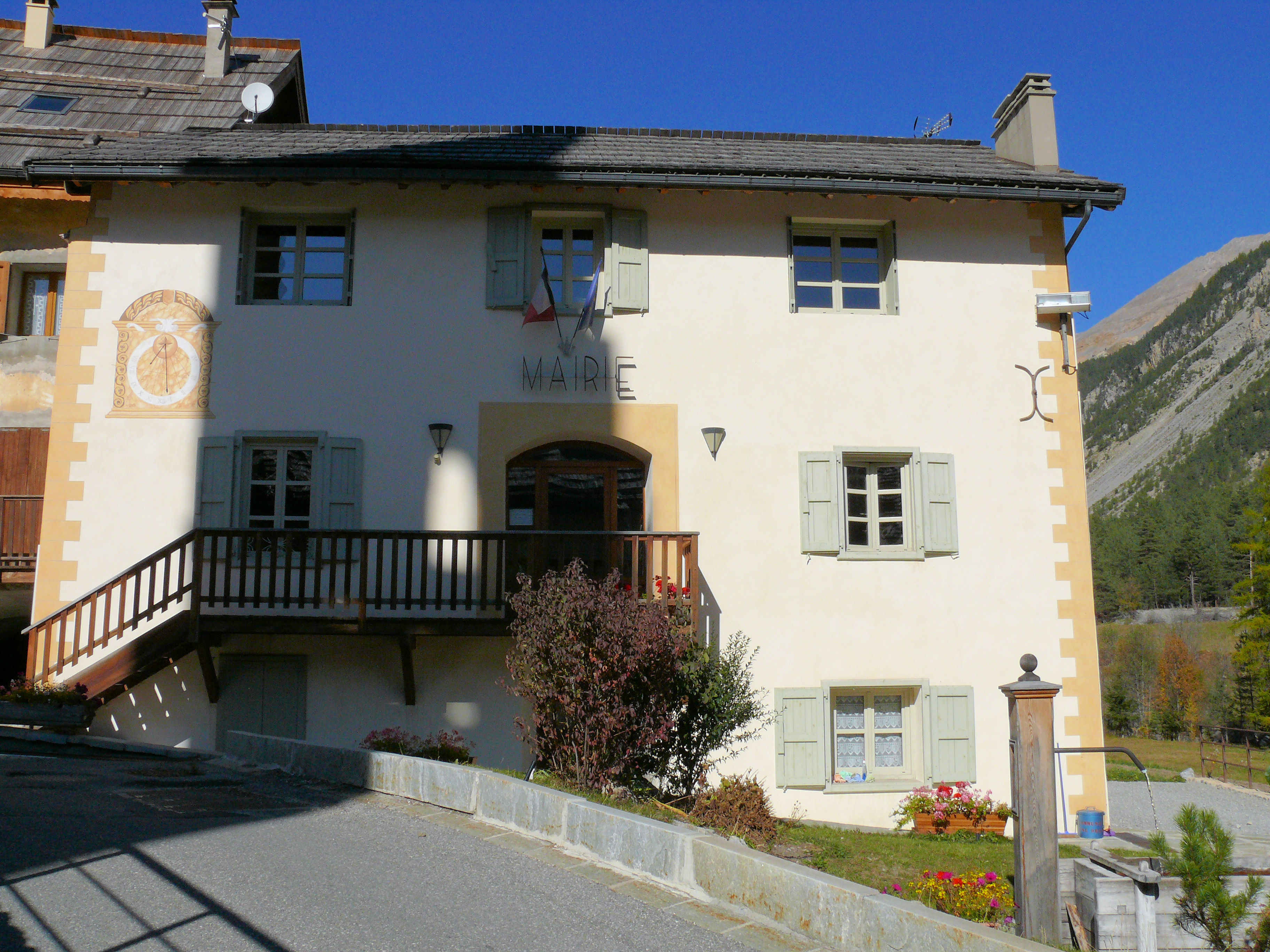
Мэрия
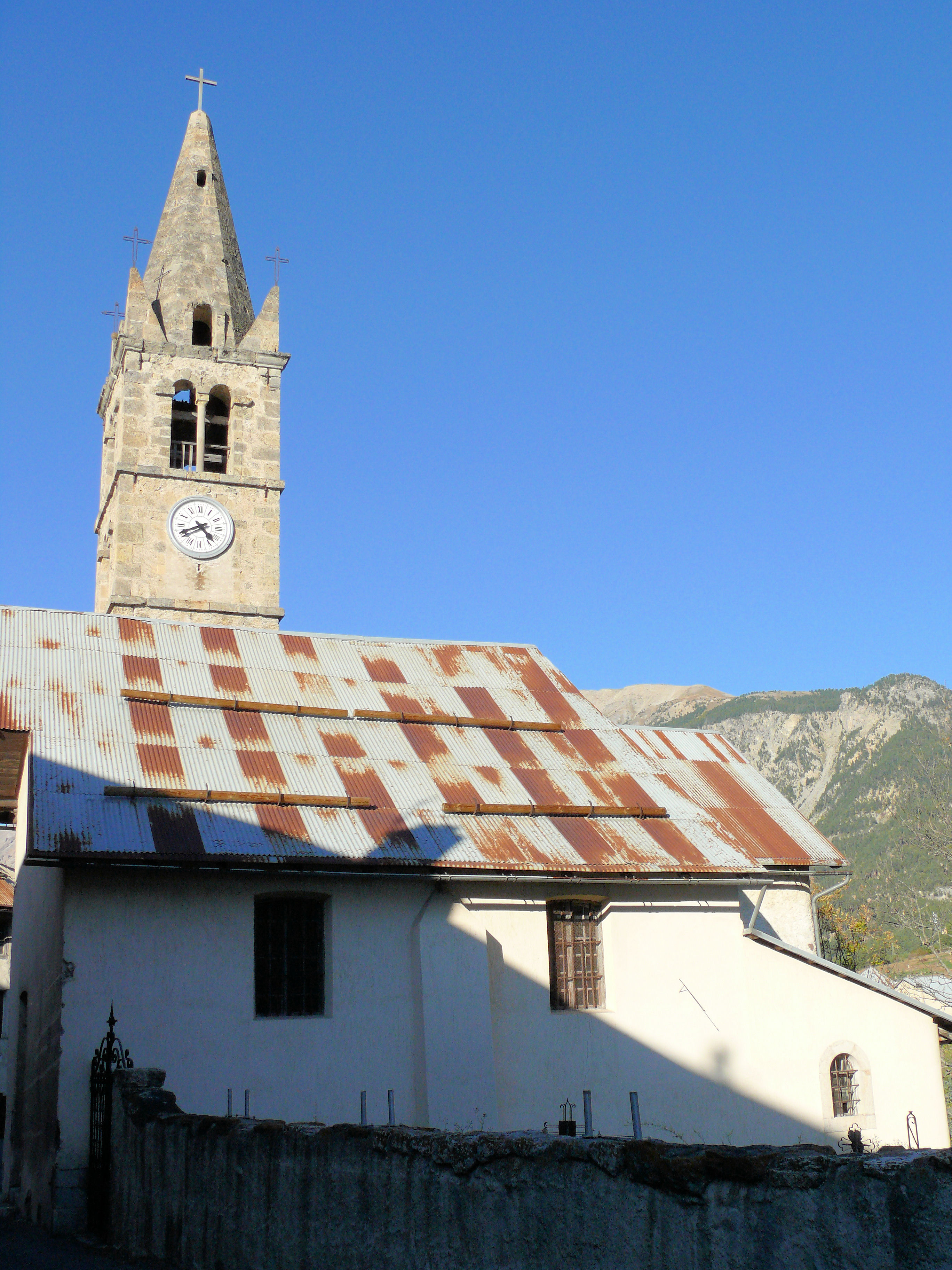
Церковь Благовещения
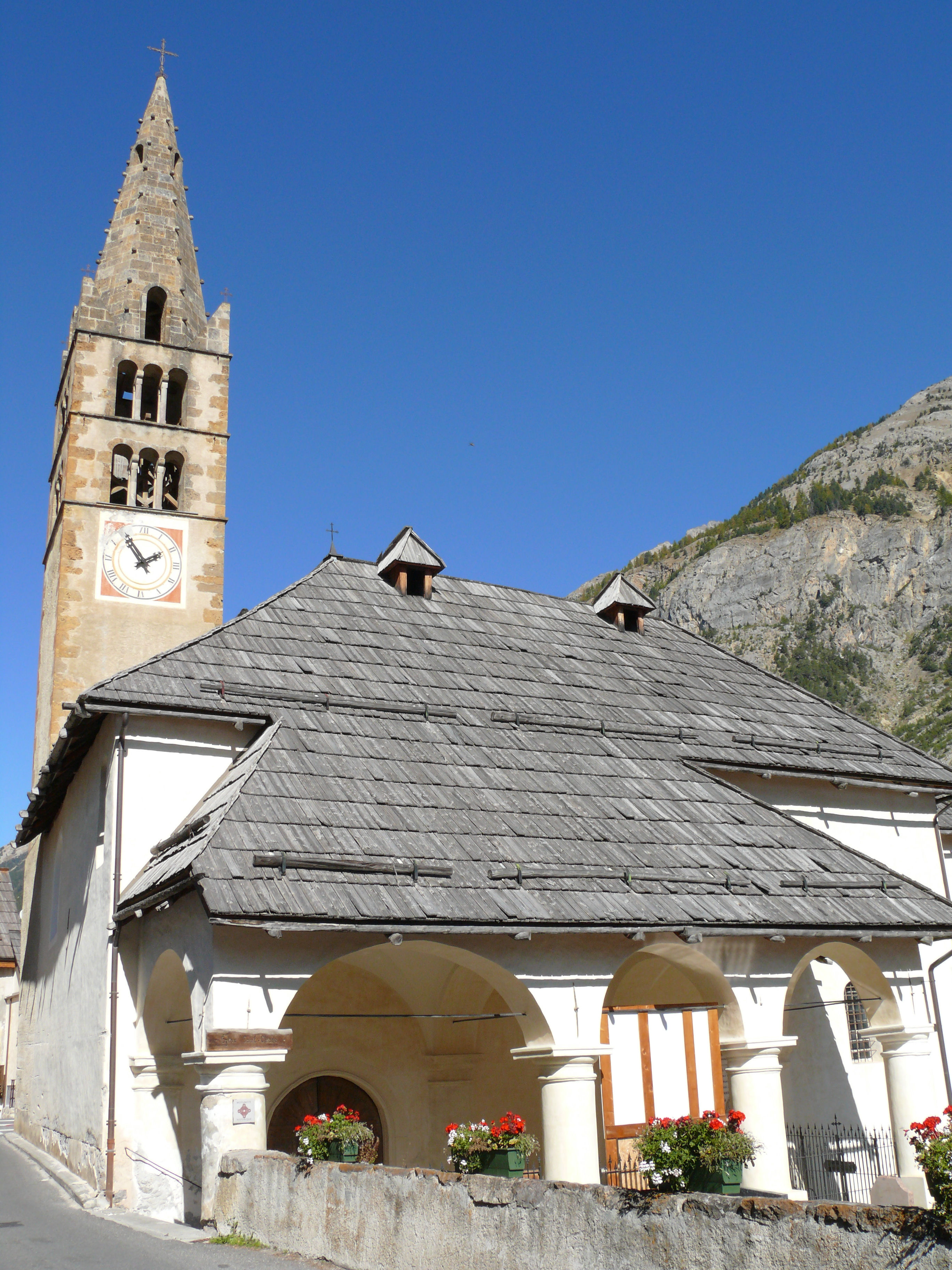
Церковь Сен-Клод
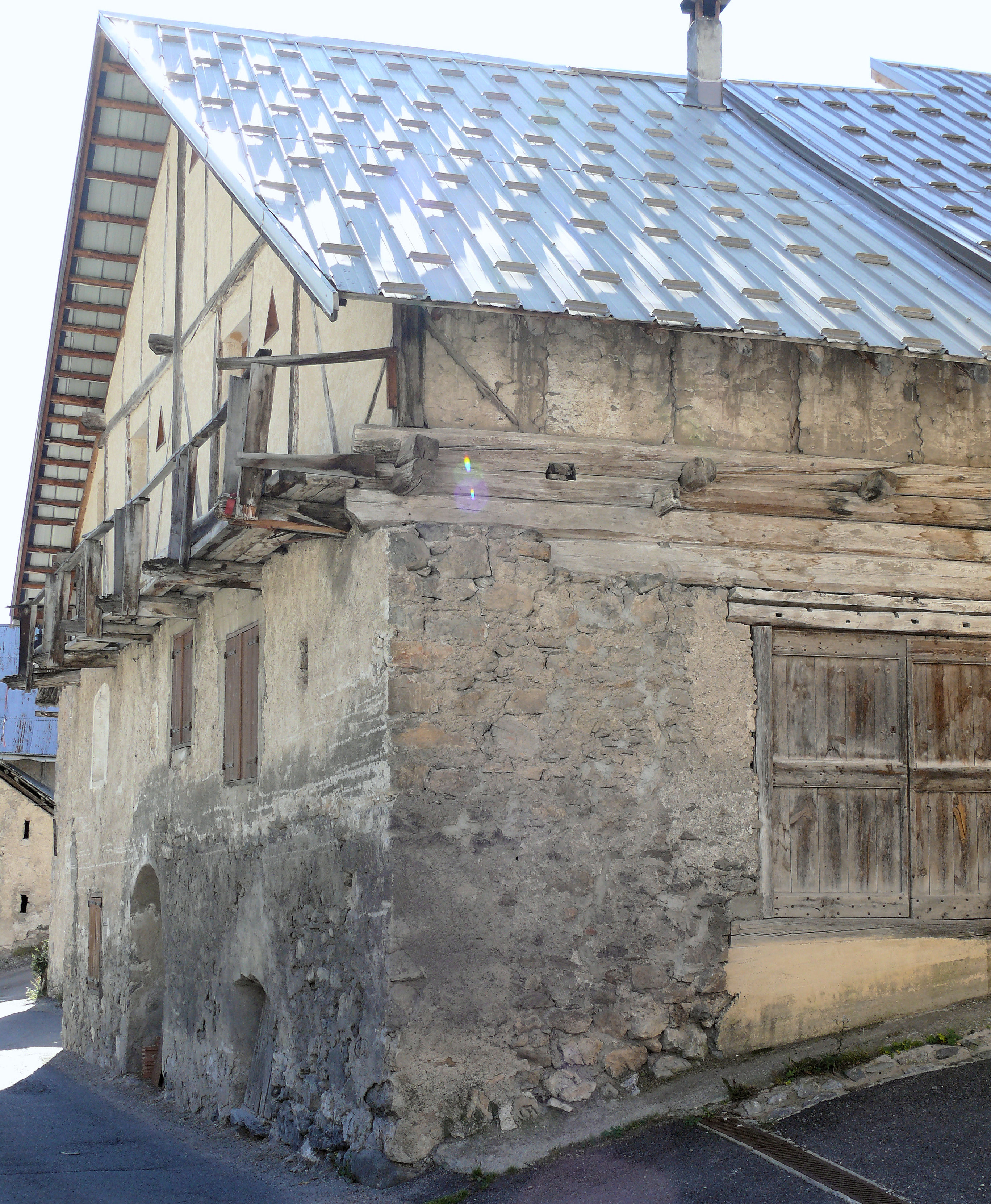